# Albert Kluyver
Albert Jan Kluyver (Breda, 3 giugno 1888 – 14 maggio 1956) è stato un microbiologo e biochimico olandese.
Nel 1926 Kluver e Hendrick Jean Louis Donker pubblicano Die Einheit in der Biochemie (Unità nella Biochimica) lavoro fondamentale nel campo della biochimica generale e comparata.